# SAS Norge
Scandinavian Airlines Norge/SAS Norge var SAS Groups helägda bolag i Norge. SAS Norge trafikerade inrikes samt till/från Europa. SAS Norge var Norges största flygbolag och hade Oslo-Gardermoen som sitt nav. Bolaget hade fler än 40 destinationer och hade fler än 440 avgångar/dag. Bolaget använde sig av 56 Boeing 737.

## Historia
Företaget SAS Braathens grundades 2004 efter en sammanslagning av Scandinavian Airlines Norge och Braathens. SAS Group köpte företaget Braathens 2001. Braathens opererade under eget namn fram till sammanslagningen. Både Braathens och Scandinavian Airlines grundades 1946. Den 1 juni 2007 bytte bolaget namn till Scandinavian Airlines Norge och den 1 oktober 2009 integrerades alla SAS nationella bolag in i Scandinavian Airlines.

## Dotterbolag
SAS Norge ägde 99,6 % av Widerøe, som flyger norsk regionaltrafik.

## Destinationer
SAS Braathens flög till 42 destinationer, 17 inrikes and 25 europeiska destinationer. SAS Norge och Scandinavian Airlines Sverige flög hälften av flygen mellan Stockholm och Oslo samt SAS Norge har ensamrätt att flyga till danska destinationer.

## Flotta
SAS Norge hade ett femtiotal Boeing 737 i 400, 500, 600, 700 och 800-serierna som vart och ett kunde ta mellan 112 (600-serien) och 186 (800-serien) passagerare. Planen användes inrikes i Norge samt på Europarutter.